# 東北アルフレッサ
東北アルフレッサ株式会社（とうほくアルフレッサ）は、 福島県郡山市喜久田町卸一丁目46番地1に本社を置く、医薬品・衛生材料・医療機器を販売する卸業者である。アルフレッサ ホールディングスグループの一社である。 

## 沿革
- 2018年10月1日：アルフレッサ ホールディングスグループで、商業圏域が同一の恒和薬品（本社：福島県郡山市）と小田島(医薬品)（本社：岩手県花巻市）が経営統合し東北アルフレッサ株式会社となる。

## 事業所一覧
福島県
郡山第一支店 ・郡山第二支店 ・会津支店 ・白河支店 ・いわき支店 ・福島支店 ・南相馬支店 ・郡山物流センター
宮城県
仙台第一支店 ・仙台中央支店 ・仙台病院支店 ・仙台南支店 ・大崎支店 ・石巻支店 ・石巻第二支店
山形県
山形支店 ・米沢支店 ・庄内支店 ・新庄支店
岩手県
盛岡第一支店 ・盛岡第二支店 ・岩手中央支店 ・釜石支店 ・宮古支店 ・一関支店 ・二戸支店 ・花巻物流センター
青森県
青森支店 ・八戸支店 ・弘前支店
秋田県
秋田第一支店 ・秋田第二支店 ・大舘支店 ・由利本荘支店 ・横手支店